# غار شالان ۳
غار شالان ۳ مربوط به مس و سنگ - مفرغ است و در شهرستان دالاهو، بخش مرکزی، دهستان بان زرده، ۴۴۰ متری شرق شمال شرق روستای شالان واقع شده و این اثر در تاریخ ۲۶ اسفند ۱۳۸۶ با شمارهٔ ثبت ۲۱۸۰۲ به‌عنوان یکی از آثار ملی ایران به ثبت رسیده است.